# 極化恒等式

極化恒等式を示すベクトル

数学において、 極化恒等式（きょくかこうとうしき）あるいは偏極恒等式（へんきょくこうとうしき）（英語: polarization identity）とは、2つのベクトルの内積をノルム線型空間のノルムで表現する恒等式である。 {\displaystyle \|x\|} をベクトル x のノルム、{\displaystyle \langle x,\ y\rangle } をベクトル x と y の内積とすると、フレシェ、ノイマン、ヨルダンによる基本的定理は次のように記述される  。 
ノルム空間 (V, {\displaystyle \|\cdot \|}) において、中線定理が成り立つならば、V  にはすべての {\displaystyle x\in V} で {\displaystyle \|x\|^{2}=\langle x,\ x\rangle } を満たす内積が存在する。

## 恒等式
以下に示す様々な形の極化恒等式はすべて、この中線定理に関連するものである。 
{\displaystyle 2\|{\textbf {u}}\|^{2}+2\|{\textbf {v}}\|^{2}=\|{\textbf {u}}+{\textbf {v}}\|^{2}+\|{\textbf {u}}-{\textbf {v}}\|^{2}.}
極化恒等式は、抽象代数学や線形代数学、関数解析学といった様々な分野の表現に一般化できる。 

### 実ベクトル空間の場合
V が実ベクトル空間の場合、内積は以下の極化恒等式で定義される。 
{\displaystyle \langle x,\ y\rangle ={\frac {1}{4}}\left(\|x+y\|^{2}-\|x-y\|^{2}\right)\ \forall \ x,y\in V}

### 複素ベクトル空間の場合
V が複素ベクトル空間の場合、内積は以下の極化恒等式で与えられる。 
{\displaystyle \langle x,\ y\rangle ={\frac {1}{4}}\left(\|x+y\|^{2}-\|x-y\|^{2}+i\|x-iy\|^{2}-i\|x+iy\|^{2}\right)\ \forall \ x,y\in V}
ここで {\displaystyle i} は虚数単位である。 この式は、第一変数が反線形で、第二変数が線形である内積を定義することに注意せよ。 逆の定義を使用する規則では、以下のように複素共役を取る必要がある。 
{\displaystyle \langle x,\ y\rangle ={\frac {1}{4}}\left(\|x+y\|^{2}-\|x-y\|^{2}-i\|x-iy\|^{2}+i\|x+iy\|^{2}\right)\ \forall \ x,y\in V}

### 実ベクトル空間の他の表現
中線定理を使用して、他の表現を導出できる。 
{\displaystyle {\begin{aligned}{\textbf {u}}\cdot {\textbf {v}}&={\frac {1}{2}}\left(\|{\textbf {u}}+{\textbf {v}}\|^{2}-\|{\textbf {u}}\|^{2}-\|{\textbf {v}}\|^{2}\right)&(1)\\[0.5em]{\textbf {u}}\cdot {\textbf {v}}&={\frac {1}{2}}\left(\|{\textbf {u}}\|^{2}+\|{\textbf {v}}\|^{2}-\|{\textbf {u}}-{\textbf {v}}\|^{2}\right)&(2)\\[0.5em]{\textbf {u}}\cdot {\textbf {v}}&={\frac {1}{4}}\left(\|{\textbf {u}}+{\textbf {v}}\|^{2}-\|{\textbf {u}}-{\textbf {v}}\|^{2}\right)&(3)\end{aligned}}}

## 定理
ノルム空間 (V , {\displaystyle \|\cdot \|}) において、 中線定理が成り立つならば、 V  にはすべての {\displaystyle x\in V} で {\displaystyle \|x\|^{2}=\langle x,\ x\rangle } を満たす内積が存在する。 

### 証明
実ベクトル空間を考える。すると、極化恒等式から「内積」（と思われるもの）が得られる。 
{\displaystyle \langle x,\ y\rangle ={\frac {1}{4}}\left(\|x+y\|^{2}-\|x-y\|^{2}\right)\ \forall \ x,y\in V}
そこで、この「内積」が実際に内積の性質を満たし、この内積から導かれるノルムが (V ,  {\displaystyle \|\cdot \|}) を定義するノルム {\displaystyle \|\cdot \|} であることを示す。  
{\displaystyle \langle \cdot ,\cdot \rangle } が内積であるためには、次の性質を満たす必要がある。 
- {\displaystyle \langle x,x\rangle >0,\quad x\in V\setminus \{\mathbf {0} \}}

定義式に {\displaystyle y=x\neq 0} を代入することで {\displaystyle \langle x,x\rangle ={\frac {1}{4}}\left(\|x+x\|^{2}-\|x-x\|^{2}\right)=\|x\|^{2}>0} が成り立つことがわかる。 
- {\displaystyle \langle x,y\rangle =\langle y,x\rangle ,\quad x,y\in V}

{\displaystyle \|x-y\|^{2}=\|y-x\|^{2}}より、明らかに成り立つ。 
- {\displaystyle \langle \alpha x+z,y\rangle =\alpha \langle x,y\rangle +\langle z,y\rangle ,\quad x,y,z\in V}

まず {\displaystyle \langle -x,y\rangle =-\langle x,y\rangle } を示す。 
{\displaystyle \langle -x,y\rangle ={\frac {1}{4}}\left(\|-x+y\|^{2}-\|-x-y\|^{2}\right)={\frac {1}{4}}\left(\|x-y\|^{2}-\|x+y\|^{2}\right)=-\langle x,y\rangle }途中 {\displaystyle \|a\|=\|-a\|} を用いた。 
ここで中線定理を使用すると、次のことがわかる。 
{\displaystyle \langle x,\ y\rangle ={\frac {1}{4}}\left(\|x+y\|^{2}-\|x-y\|^{2}\right)\ ={\frac {1}{2}}\left(\|x+y\|^{2}-\|x\|^{2}-\|y\|^{2}\right)={\frac {1}{2}}\left(\|x\|^{2}+\|y\|^{2}-\|x-y\|^{2}\right)\forall \ x,y\in V}
以降、必要に応じて、この3つの表現を使う。 
{\displaystyle \alpha \geq 0} とすると、ノルム {\displaystyle \|\cdot \|} の斉次性と劣加法性を使用して {\displaystyle \langle \alpha x,y\rangle -\alpha \langle x,y\rangle \leq 0} を示すことができる： 
{\displaystyle {\begin{aligned}\langle \alpha x,y\rangle -\alpha \langle x,y\rangle &={\frac {1}{2}}\left(\|\alpha x+y\|^{2}-\alpha ^{2}\|x\|^{2}-\|y\|^{2}+\alpha \|x-y\|^{2}-\alpha \|x\|^{2}-\alpha \|y\|^{2}\right)\\[4pt]&\leq {\frac {1}{2}}\left(\left(\alpha \|x\|+\|y\|\right)^{2}-\alpha ^{2}\|x\|^{2}-\|y\|^{2}+\alpha \|x-y\|^{2}-\alpha \|x\|^{2}-\alpha \|y\|^{2}\right)\\[4pt]&={\frac {1}{2}}\left({\cancel {\alpha ^{2}\|x\|^{2}}}+{\cancel {\|y\|^{2}}}+2\alpha \|x\|\|y\|{\cancel {-\alpha ^{2}\|x\|^{2}}}-{\cancel {\|y\|^{2}}}+\alpha \|x-y\|^{2}-\alpha \|x\|^{2}-\alpha \|y\|^{2}\right)\\[4pt]&={\frac {1}{2}}\alpha \left(2\|x\|\|y\|+\|x-y\|^{2}-\|x\|^{2}-\|y\|^{2}\right)\\[4pt]&={\frac {1}{2}}\alpha \left(\|x-y\|^{2}-\left(\|x\|-\|y\|\right)^{2}\right)\\[4pt]&\leq 0\end{aligned}}}
大小関係には {\displaystyle \left(\|x\|-\|y\|\right)^{2}\geq \|x-y\|^{2}} （ノルムの性質）を用いた。 
この性質は変数の組 {\displaystyle x,-y} を {\displaystyle x,y} としても保たれる。ここで、対称性と、上で既に示した符号の性質を使うことで、以下の式が得られる。 
{\displaystyle {\begin{aligned}0&\geq \langle \alpha x,-y\rangle -\alpha \langle x,-y\rangle \\[4pt]&=\langle -\alpha x,y\rangle -\alpha \langle -x,y\rangle \\[4pt]&=-\left(\langle \alpha x,y\rangle -\alpha \langle x,y\rangle \right)\\[4pt]\end{aligned}}}
したがって{\displaystyle \langle \alpha x,y\rangle -\alpha \langle x,y\rangle \geq 0} となる。 0より大きいと同時に小さいので、 {\displaystyle \langle \alpha x,y\rangle -\alpha \langle x,y\rangle =0\Rightarrow \langle \alpha x,y\rangle =\alpha \langle x,y\rangle }が成り立つ。 
{\displaystyle \alpha <0}  の場合も、{\displaystyle \beta =-\alpha } （ {\displaystyle \beta >0} ）と置くことで、以下のように式の成立を確認できる。 
{\displaystyle \langle \alpha x,y\rangle =\langle -\beta x,y\rangle =-\langle \beta x,y\rangle =-\beta \langle x,y\rangle =\alpha \langle x,y\rangle }
次に {\displaystyle \langle x+z,y\rangle -\langle x,y\rangle -\langle z,y\rangle \leq 0} を示す。 
{\displaystyle {\begin{aligned}\langle x+z,y\rangle -\langle x,y\rangle -\langle z,y\rangle &={\frac {1}{2}}\left(\|x+y+z\|^{2}-\|x+z\|^{2}-\|y\|^{2}+\|x-y\|^{2}-\|x\|^{2}-\|y\|^{2}+\|z-y\|^{2}-\|z\|^{2}-\|y\|^{2}\right)\\[4pt]&\leq {\frac {1}{2}}\left(\left(\|x+z\|+\|y\|\right)^{2}-\|x+z\|^{2}-\|y\|^{2}+\left(\|x\|-\|y\|\right)^{2}-\|x\|^{2}-\|y\|^{2}+\left(\|z\|-\|y\|\right)^{2}-\|z\|^{2}-\|y\|^{2}\right)\\[4pt]&={\frac {1}{2}}\left({\cancel {\|x+z\|^{2}}}+{\cancel {\|y\|^{2}}}+2\|x+z\|\|y\|-{\cancel {\|x+z\|^{2}}}-{\cancel {\|y\|^{2}}}+{\cancel {\|x\|^{2}}}+{\cancel {\|y\|^{2}}}-2\|x\|\|y\|-{\cancel {\|x\|^{2}}}-{\cancel {\|y\|^{2}}}+{\cancel {\|z\|^{2}}}+{\cancel {\|y\|^{2}}}-2\|z\|\|y\|-{\cancel {\|z\|^{2}}}-{\cancel {\|y\|^{2}}}\right)\\[4pt]&=\|y\|\left(\|x+z\|-\|x\|-\|z\|\right)\\[4pt]&\leq 0\end{aligned}}}
大小関係には {\displaystyle \|x+z\|\leq \|x\|+\|z\|} （三角不等式）を用いた。 
上と同様に、 {\displaystyle x,z,y} の代わりに {\displaystyle x,z,-y} とした場合を考慮することで、{\displaystyle \langle x+z,y\rangle -\langle x,y\rangle -\langle z,y\rangle \geq 0} を証明できる。 したがって{\displaystyle \langle x+z,y\rangle =\langle x,y\rangle +\langle z,y\rangle } が成り立つ。 
ここで以上の等式を組み合わせると、{\displaystyle \langle \alpha x+z,y\rangle =\langle \alpha x,y\rangle +\langle z,y\rangle =\alpha \langle x,y\rangle +\langle z,y\rangle ,\quad x,y,z\in V}が得られる。
{\displaystyle \langle \cdot ,\cdot \rangle } は線形であるため、実際に内積であることが確かめられた。 
最後に、内積 {\displaystyle \langle \cdot ,\cdot \rangle } からノルム {\displaystyle \|\cdot \|} を導出できることを示して証明を終える。 
{\displaystyle {\sqrt {\langle x,x\rangle }}={\sqrt {{\frac {1}{4}}\left(\|x+x\|^{2}+\|x-x\|^{2}\right)}}={\sqrt {{\frac {1}{4}}\|2x\|^{2}}}=\|x\|}

## ドット積への応用

### 余弦定理との関係
極化方程式の2番目の形式は、次のように記述できる。 
{\displaystyle \|{\textbf {u}}-{\textbf {v}}\|^{2}=\|{\textbf {u}}\|^{2}+\|{\textbf {v}}\|^{2}-2({\textbf {u}}\cdot {\textbf {v}})}
これは、ベクトル u, v, u - v によって形成される三角形における、余弦定理のベクトル表現である。 特にベクトル u と v のなす角の角度を θ とすると、次のように記述できる。 
{\displaystyle {\textbf {u}}\cdot {\textbf {v}}=\|{\textbf {u}}\|\,\|{\textbf {v}}\|\cos \theta }

### 導出
ノルムと内積の基本的な関係は、次の式で与えられる。 
{\displaystyle \|{\textbf {v}}\|^{2}={\textbf {v}}\cdot {\textbf {v}}}
すると 
{\displaystyle {\begin{aligned}\|{\textbf {u}}+{\textbf {v}}\|^{2}&=({\textbf {u}}+{\textbf {v}})\cdot ({\textbf {u}}+{\textbf {v}})\\[3pt]&=({\textbf {u}}\cdot {\textbf {u}})+({\textbf {u}}\cdot {\textbf {v}})+({\textbf {v}}\cdot {\textbf {u}})+({\textbf {v}}\cdot {\textbf {v}})\\[3pt]&=\|{\textbf {u}}\|^{2}+\|{\textbf {v}}\|^{2}+2({\textbf {u}}\cdot {\textbf {v}})\end{aligned}}}
そして同様に 
{\displaystyle \|{\textbf {u}}-{\textbf {v}}\|^{2}=\|{\textbf {u}}\|^{2}+\|{\textbf {v}}\|^{2}-2({\textbf {u}}\cdot {\textbf {v}}).}
極化恒等式の形式（1）および（2）は、これらの方程式を u, v について解くことで導出される。一方、形式（3）は、これら2つの方程式を引くことで得られる （ちなみに、2つの方程式を加算すると中線定理が得られる ）。 

## 一般化

### ノルム
線形代数では、以下の方程式による内積で定義されたベクトル空間のすべてのノルムに対して、極化恒等式が適用される。 
{\displaystyle \|v\|={\sqrt {\langle v,v\rangle }}}
上記の内積の場合で述べたように、実ベクトル u と v の場合、角度 θ は次のようにして導入できる。 
{\displaystyle \langle u,\ v\rangle =\|u\|\|v\|\cos \theta \ ;\ (-\pi <\theta \leq \pi )}
以下のコーシー・シュワルツの不等式から、この定義が妥当であることがわかる。 
{\displaystyle |\langle u,\ v\rangle |\leq \|u\|\|v\|}
この不等式により、上で定義した余弦の大きさは 1 以下になる。（角度 θ の適当な関数として）余弦関数を選ぶことで、 {\displaystyle \langle u,\ v\rangle =0} （直交ベクトル）のとき、角度 θ は π/ 2 か-π/ 2 になることが保証される。ここで、符号はベクトル空間の方向によって決まる。 
この場合、恒等式は次のようになる。 
{\displaystyle {\begin{aligned}\langle u,v\rangle &={\frac {1}{2}}\left(\|u+v\|^{2}-\|u\|^{2}-\|v\|^{2}\right)\\[3pt]\langle u,v\rangle &={\frac {1}{2}}\left(\|u\|^{2}+\|v\|^{2}-\|u-v\|^{2}\right)\\[3pt]\langle u,v\rangle &={\frac {1}{4}}\left(\|u+v\|^{2}-\|u-v\|^{2}\right)\end{aligned}}}
逆に、ベクトル空間のノルムが中線定理を満たす場合、上記の恒等式のいずれかを使用して矛盾なく内積を定義できる。 関数解析では、このような内積ノルムの導入は、 バナッハ空間をヒルベルト空間にするためによく使われる。

### 対称双線形形式
極化恒等式は内積に限定されるわけではない。B がベクトル空間上の対称双線形形式であり、 Q が次で定義される二次形式であるとする。 
{\displaystyle Q(v)=B(v,v)}
このとき 
{\displaystyle {\begin{aligned}2B(u,v)&=Q(u+v)-Q(u)-Q(v)\\2B(u,v)&=Q(u)+Q(v)-Q(u-v)\\4B(u,v)&=Q(u+v)-Q(u-v)\end{aligned}}}
いわゆる対称化写像は、Q(v) = B(v, …, v) で定義された次数 k の斉次多項式で Q を置き換えることで後者の式を一般化する。ここで、 B は対称 k-線形写像である。 
上の式は、 スカラーの体が標数 2を持つ場合にも適用されるが、この場合左辺はすべてゼロとなる。結果、性質(2)に対応する二次形式での対称双線形形式の公式は存在しない。これらは実際に異なる概念であり、このことが L理論で重要な結果をもたらす。簡単のため、この文脈では「対称双線形形式」は単に「対称形式」と呼ばれることが多い。 
これらの式は、 可換環上の加群の双線形形式にも適用されるが、同様に B(u, v) について解くことができるのは2が環で可逆である場合のみで、それ以外の場合は異なる概念となる。たとえば、整数についていえば、より狭い概念である整二次形式と整対称形式の区別となる。 
より一般に、環の対合が存在する場合、または2が可逆でない場合、 ε二次形式とε対称形式に区別される。対称形式は二次形式を定義し、二次形式から対称形式への（2の因数なしの）極化恒等式は「対称化写像」と呼ばれ、これは一般に同型ではない。 これは歴史的に微妙な違いだった。整数については、1950年代になって初めて「2なし」（整二次形式）と「2つき」（整対称形式）の関係が理解された（整二次形式の説明を参照）。 手術(surgery)の代数化では、ミシュチェンコ(Mishchenko)は元々、（ウォール(Wall)やラニツキ(Ranicki)のように）正しい二次L群ではなく対称L群を使用していた（L理論での議論を参照）。 

### 複素数
複素数の線形代数ではふつう、 {\displaystyle \langle v,u\rangle } が {\displaystyle \langle u,v\rangle } の複素共役となるような半双線形形式内積を用いる。この場合、標準的な極化恒等式は内積の実部のみに対して与えられる。 
{\displaystyle {\begin{aligned}\operatorname {Re} \langle u,v\rangle &={\frac {1}{2}}\left(\|u+v\|^{2}-\|u\|^{2}-\|v\|^{2}\right)\\[3pt]\operatorname {Re} \langle u,v\rangle &={\frac {1}{2}}\left(\|u\|^{2}+\|v\|^{2}-\|u-v\|^{2}\right)\\[3pt]\operatorname {Re} \langle u,v\rangle &={\frac {1}{4}}\left(\|u+v\|^{2}-\|u-v\|^{2}\right)\end{aligned}}}
{\displaystyle \operatorname {Im} \langle u,v\rangle =\operatorname {Re} \langle u,-iv\rangle } （内積が2番目の変数で線形であるという規則による）を用いると、内積の虚数部は次のように得られる。 
{\displaystyle {\begin{aligned}\operatorname {Im} \langle u,v\rangle &={\frac {1}{2}}\left(\|u-iv\|^{2}-\|u\|^{2}-\|v\|^{2}\right)\\[3pt]\operatorname {Im} \langle u,v\rangle &={\frac {1}{2}}\left(\|u\|^{2}+\|v\|^{2}-\|u+iv\|^{2}\right)\\[3pt]\operatorname {Im} \langle u,v\rangle &={\frac {1}{4}}\left(\|u-iv\|^{2}-\|u+iv\|^{2}\right)\end{aligned}}}

### 高次の斉次多項式
最後に、これらのどの文脈でも、恒等式を任意の次数の斉次多項式 （すなわち、 代数的形式）に拡張することができる。これは極化式としても知られる（詳細は代数的形式の極化の記事を参照）。 
極化恒等式は、次のように表すことができる。 
{\displaystyle \langle u,v\rangle =4^{-1}\sum _{k=0}^{3}i^{k}\left\|u+i^{k}v\right\|^{2}}